# Station Sottrum
Station Sottrum (Bahnhof Sottrum) is een spoorwegstation in de Duitse plaats Sottrum, in de deelstaat Nedersaksen. Het station ligt aan de spoorlijn Wanne-Eickel - Hamburg. Op het station stoppen alleen treinen van metronom. In de toekomst zal het station deel uitmaken van de Regio-S-Bahn Bremen/Niedersachsen, wanneer de lijn RS 5 in dienst komt. Het station telt twee perronsporen, waarvan één eilandperron.

## Treinverbindingen
De volgende treinserie doet station Sottrum aan:
| Serie | Treinsoort              | Route | Bijzonderheden |
| ----- | ----------------------- | --- | -------------- |
| RB 41 | Regionalbahn (metronom) | Hamburg Hbf – Hamburg-Harburg – Buchholz (Nordheide) – Tostedt – Rotenburg (Wümme) – Sottrum – Bremen Hbf |                |